# Wzgórze Wiktorii
Wzgórze Wiktorii (ang. Victoria Peak) – najwyższe wzniesienie na wyspie Hongkong. Ma wysokość 552 m n.p.m. Inne jego angielskie nazwy to Mount Austin, albo po prostu – The Peak. Chińska nazwa to: 太平山 (Tàipíng Shān). 
Wzgórze Wiktorii jest najpopularniejszą atrakcją Hongkongu, odwiedzaną przez 6 mln osób rocznie. Można z niego podziwiać widok portu i miasta z platformy widokowej Sky Terrace 428 (428 m n.p.m.) oraz zrobić zakupy w jednym ze sklepów i posilić się w restauracji lub barze znajdujących się wewnątrz jednej z ikon architektonicznych, Peak Tower. Dojazd na szczyt ułatwia kolejka linowa Peak Tram, jedna z najstarszych na świecie. Została uruchomiona w 1888 roku.
7 kwietnia 1954 roku urodził się tam Jackie Chan, hongkoński aktor i ambasador dobrej woli UNICEF.

## Galeria

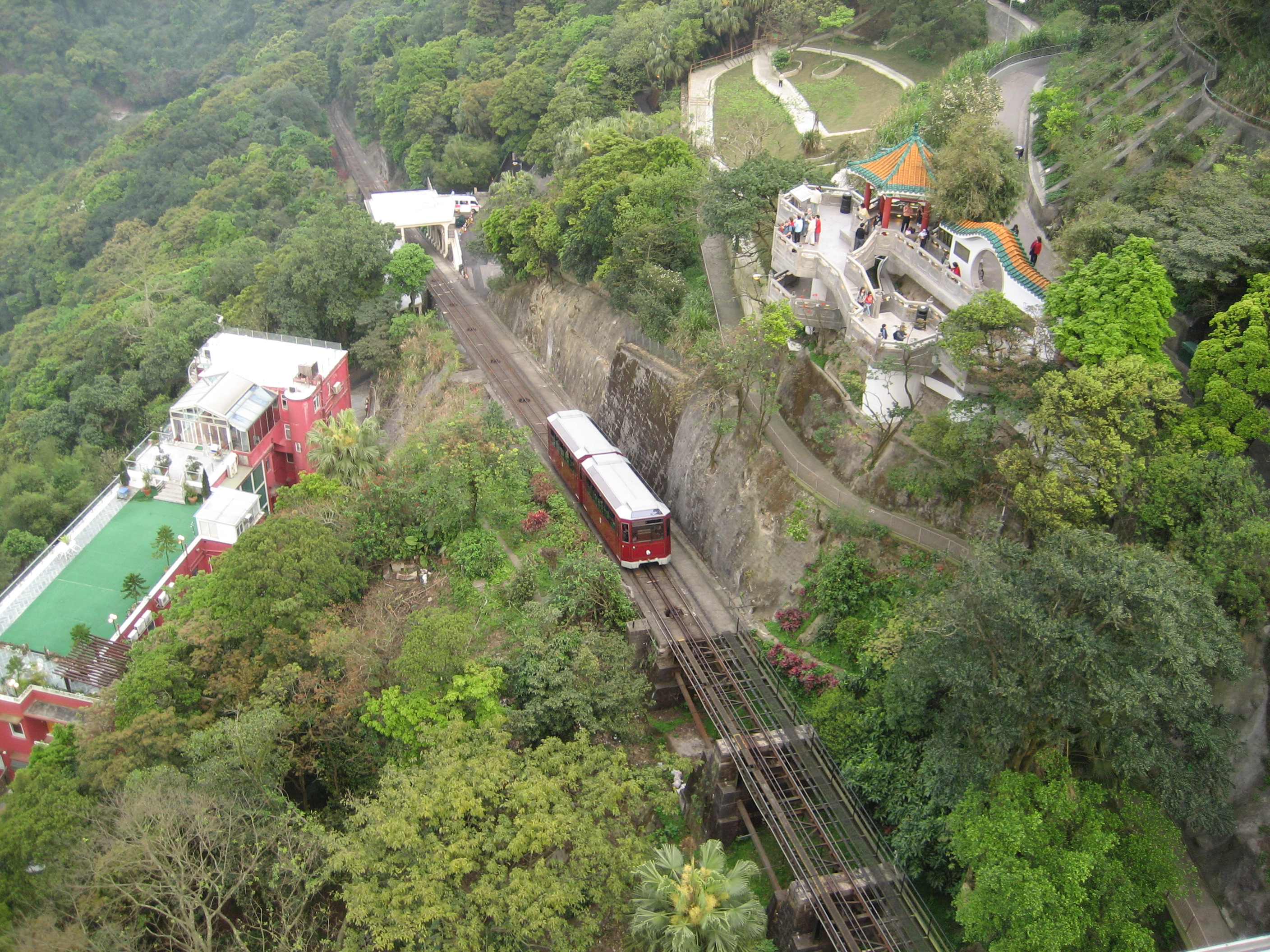
Kolejka (Peak Tram) na szczyt
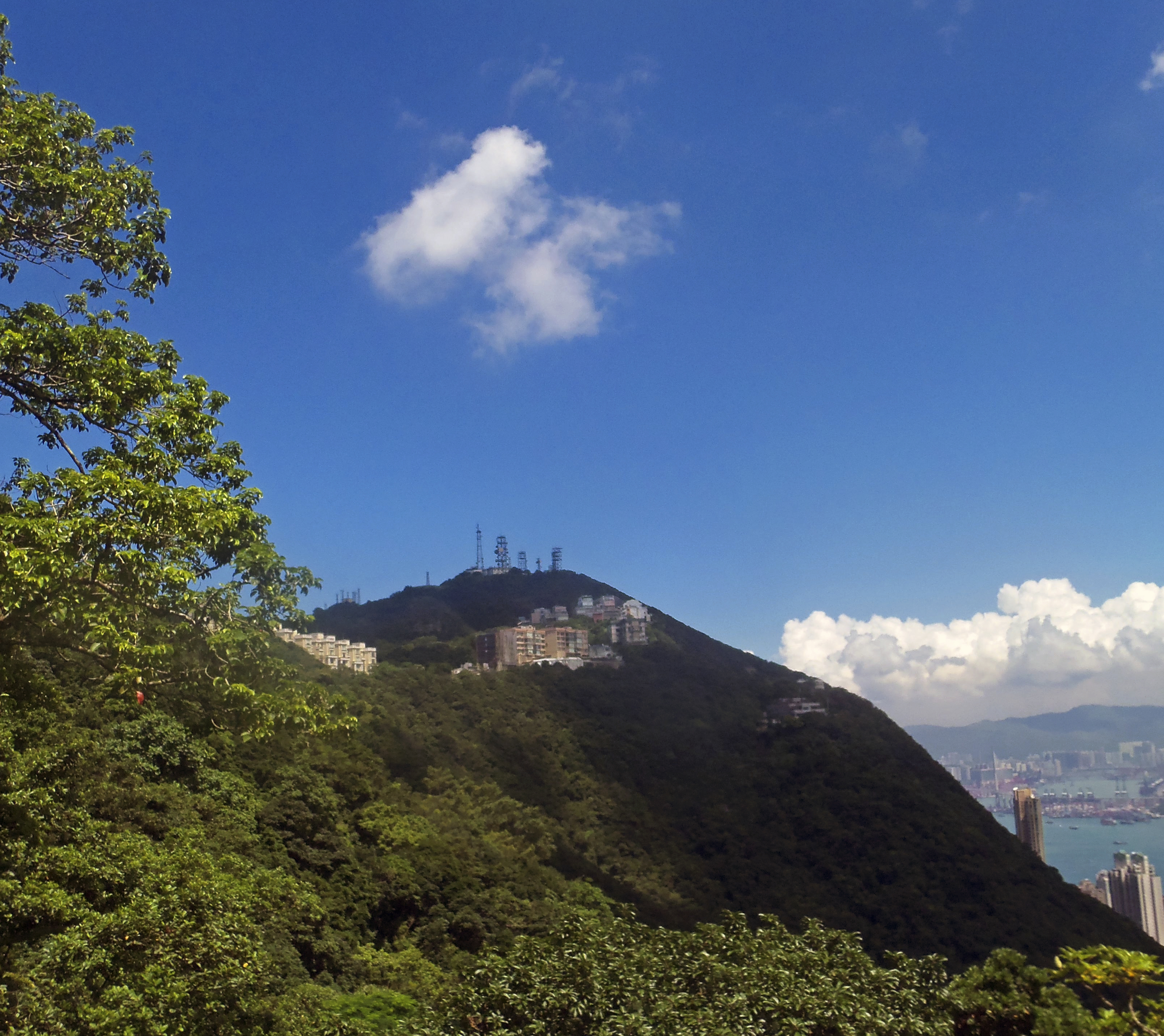
Wzgórze Wiktorii
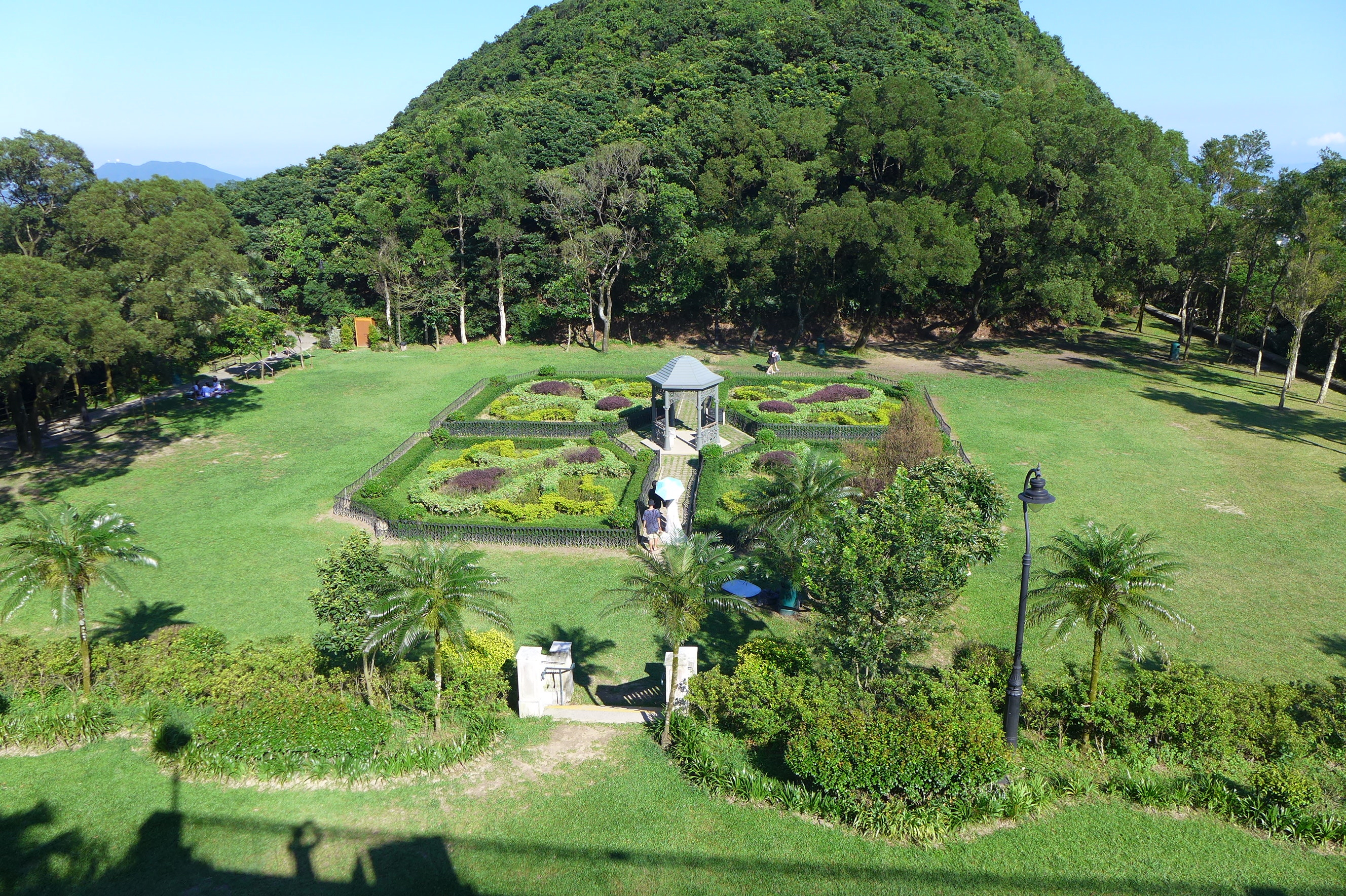
Ogród na Wzgórzu
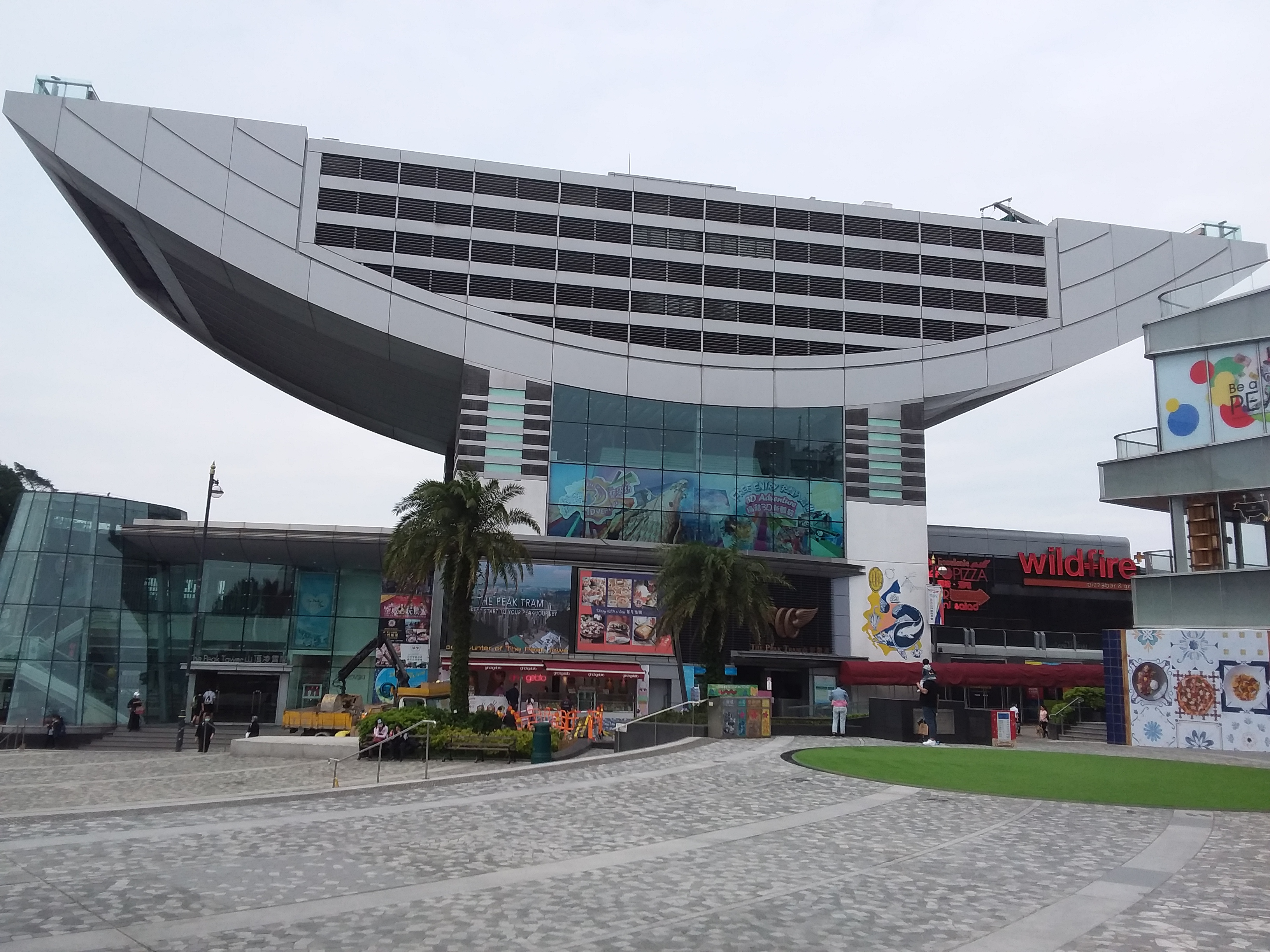
Na szczycie: Peak Tower